# Obere Dorfmühle
Obere Dorfmühle (amtlich Dorfmühle (obere); früher auch Maulmühle genannt; mainfränkisch: Maulsmühl) ist ein Gemeindeteil der Stadt Iphofen im unterfränkischen Landkreis Kitzingen. Obere Dorfmühle liegt in der Gemarkung Hellmitzheim.

## Geografische Lage
Die Einöde liegt am Kirchbach. Eine Gemeindeverbindungsstraße führt nach Hellmitzheim zur Staatsstraße 2418 (0,5 km östlich) bzw. nach Mönchsondheim zur Kreisstraße KT 1 (2,8 km westlich).

## Geschichte
Erstmals erwähnt wurde die Obere Dorfmühle im Jahr 1655. Damals wurden Felder „bey der Obernmühl“ beschrieben. Das Bestimmungswort Obern- erhielt die Anlage zur Unterscheidung mit der weiter bachabwärts gelegenen unteren Mühle. Im Jahr 1785 wurde der Müller Johann Jakob Körling als Inhaber der Oberen Dorfmühle genannt. 1833 taucht in den Quellen die „Ortsmühle, Dorfmühle auch obere Mühle“ auf.
Mit dem Gemeindeedikt (frühes 19. Jahrhundert) wurde Obere Dorfmühle dem Steuerdistrikt Hellmitzheim und der Ruralgemeinde Hellmitzheim zugeordnet. Im Zuge der Gebietsreform in Bayern wurde Obere Dorfmühle am 1. Januar 1972 nach Iphofen eingegliedert.

### Einwohnerentwicklung
| Jahr      | 1818  | 1840   | 1861   | 1871   | 1885   | 1900   | 1925   | 1950   | 1961   | 1970   | 1987  |
| Einwohner |       | 5      | *      | 5      | 4      | 3      | 5      | 4      | 3      | 2      | 4     |
| Häuser    | 1     | 1      |        |        | 1      | 1      | 1      | 1      | 1      |        | 1     |
| Quelle    | [ 7 ] | [ 10 ] | [ 11 ] | [ 12 ] | [ 13 ] | [ 14 ] | [ 15 ] | [ 16 ] | [ 17 ] | [ 18 ] | [ 1 ] |

## Religion
Obere Dorfmühle ist evangelisch-lutherisch geprägt und bis heute nach Hellmitzheim gepfarrt.